# رنين (فيزياء)

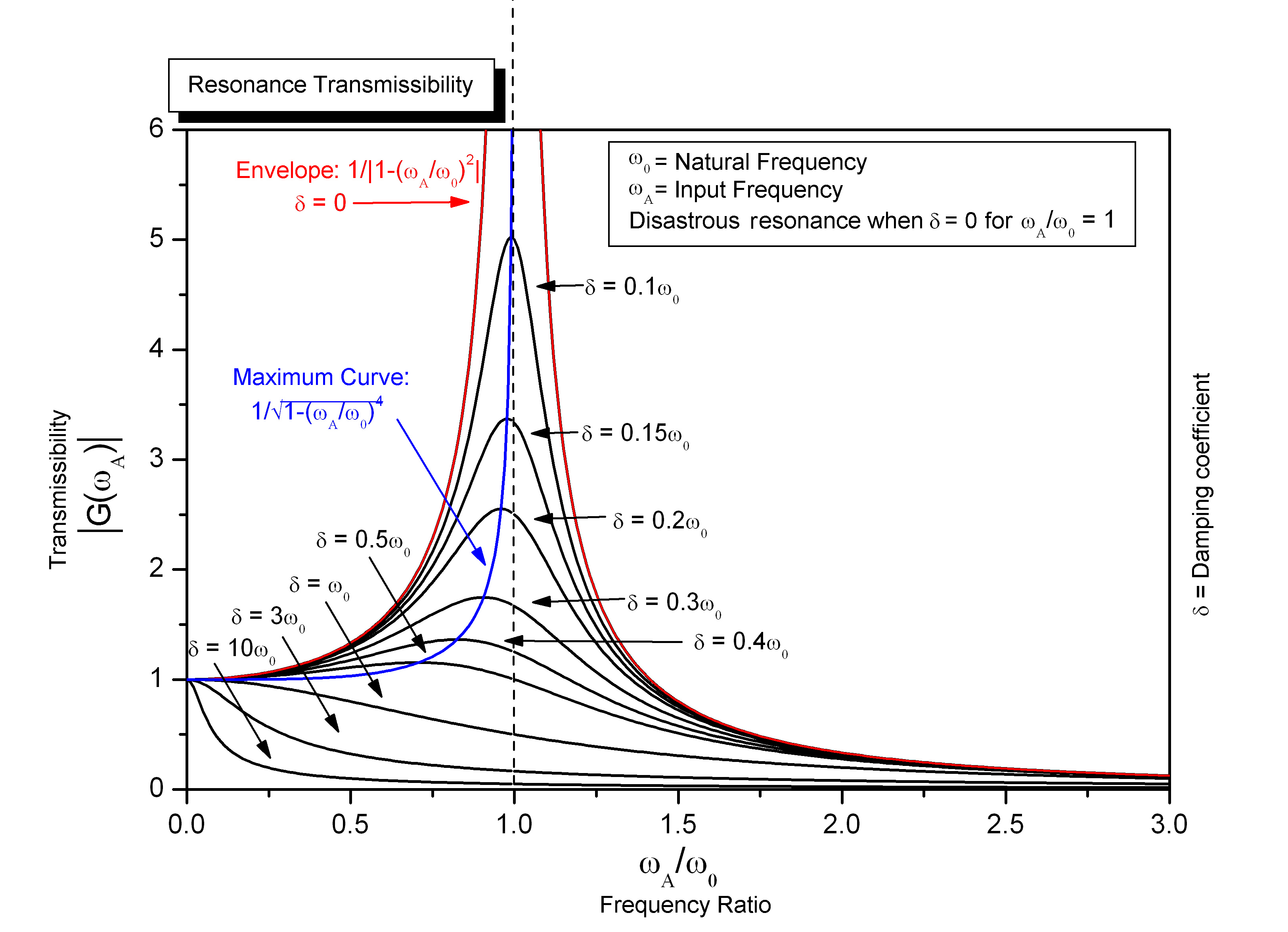
يزداد مطال الاهتزاز مع انخفاض التخميد حتى يصل التردد إلى التردد الرنيني لهزاز توافقي.

الرنين أو التجاوب في الفيزياء ظاهرة من خلالها يميل النظام الفيزيائي إلى الاهتزاز بأقصى شدة، وذلك عند تعرض النظام لترددات معينة تسمّى ترددات الرنين (أو الترددات الرنانة أو الطبيعية). وعند تلك الترددات تحدث اهتزازات عالية الشدة حتى عند أقل قدر من قوى الدفع الترددية، حيث أن النظام الفيزيائي يقوم بتخزين طاقة الاهتزازات. وعندما يقل «امتصاص» الاهتزازات (أي يقل التخميد)، فإن تردد الرنين يقترب من التردد الطبيعي للنظام، الذي هو تردد الاهتزازات الحرة فمثلا إذا ما وافق تردد ما تردد الجسم الطبيعي جعله يهتز بحالة رنين معه إذ ان سعة الاهتزاز ستكون أكبر ما يمكن لان التداخل الحاصل بين الموجات هو تداخل بناء بالكامل وهنا تكمن خطورة الرنين إذ تصل السعة إلى حد لا يمكن للجسم تحمله مما يؤدي إلى انهيار الجسم في الغالب كما يحدث في ظاهرة الكأس الزجاجي حيث تسلط على الزجاج موجة صوتية مساوية لتردده الطبيعي مما يؤدي إلى تكسر الكأس.
- وتحدث ظاهرة الرنين لكافة أنواع الاهتزازات والموجات. وهناك رنين ميكانيكي ورنين صوتي شوكة رنانة ورنين عمود الهواء في آلة الناي أو الأرغول الموسيقية. أو رنين كهرومغناطيسي في دائرة رنين، وكذلك رنين للموجات الكمومية. ويمكن استخدام أنظمة الرنين لتوليد اهتزازات عند تردد محدد، أو التقاط ترددات محددة من وسط حزمة اهتزازات تضم العديد من الترددات.
- وكان الرنين من اكتشاف جاليليو جاليلي أثناء أبحاثه عن الرقاص بدءا من 1602.

## اقرأ أيضا
- دائرة رنان توافقي
- رنان ملف ومكثف
- تجاوز الحد (إشارة)